# Eupithecia cohorticula
Eupithecia cohorticula är en fjärilsart som beskrevs av Karl Dietze 1913. Eupithecia cohorticula ingår i släktet Eupithecia och familjen mätare. Inga underarter finns listade i Catalogue of Life.